# Гёшен, Георг Иоахим
Георг Иоахим Гёшен (нем. Georg Joachim Göschen, 1752—1828) — крупный немецкий издатель и книготорговец эпохи позднего Просвещения и веймарского классицизма, работавший в городе Лейпциг. В его издательстве выходили, среди прочего, сочинения Шиллера, Гёте, Виланда, Иффланда, Зойме и Клопштока.
Прадед британских политиков Джорджа Иоахима Гошена и Эдуарда Гошена.

## Биография
Георг Иоахим Гёшен родился в семье бременского купца, который после смерти жены из-за финансовых проблем был вынужден перебраться в городок Флото, где его следы теряются. Друзья семьи помогли Гёшену вернуться в Бремен, где он в дальнейшем жил в доме пастора Эрхарда Геерена и поступил на обучение в книжную лавку Крамера (нем. Cramersche Buchhandlung).
В 1770 году Гёшен переехал в Лейпциг и работал сперва подмастерьем в книжном издательстве Зигфрида Леберехта Крузиуса (нем. Siegfried Leberecht Crusius, 1738—1824). С 1783 по 1788 годы Гёшен заведовал Учёной книжной лавкой (нем. Gelehrtenbuchhandlung) в Дессау.
В 1785 году в Лейпциге Гёшен основал собственное издательство нем. G. J. Göschen’sche Verlagsbuchhandlung, быстро превратившееся в одно из важнейших издательств для авторов веймарской классики. Так, в 1786—1790 годах здесь было выпущено первое полное собрание сочинений Гёте в 8 томах, которое, однако, с финансовой точки зрения оказалось провальным. С 1785 года Гёшен также издавал сочинения Шиллера, познакомившись с ним во время пребывания последнего в Лейпциге. Обоих авторов Гёшен несколько позднее потерял в пользу Иоганна Фридриха Котты из Штутгарта. Важнейшим проектом Гёшена как издателя была публикация сочинений Кристофа Мартина Виланда: в 1802 году собрание его работ насчитывало уже 42 тома. При этом Гёшен стремился снабдить свои издания высококачественными гравюрами, сотрудничая с известным иллюстратором и карикатуристом Иоганном Генрихом Рамбергом (нем. Johann Heinrich Ramberg, 1763—1840).
Хотя издание классиков не принесло Гёшену большого финансового успеха, его книжное предприятие зарабатывало на выпуске популярной романной литературы, альманахов и различных сборников «полезной литературы».

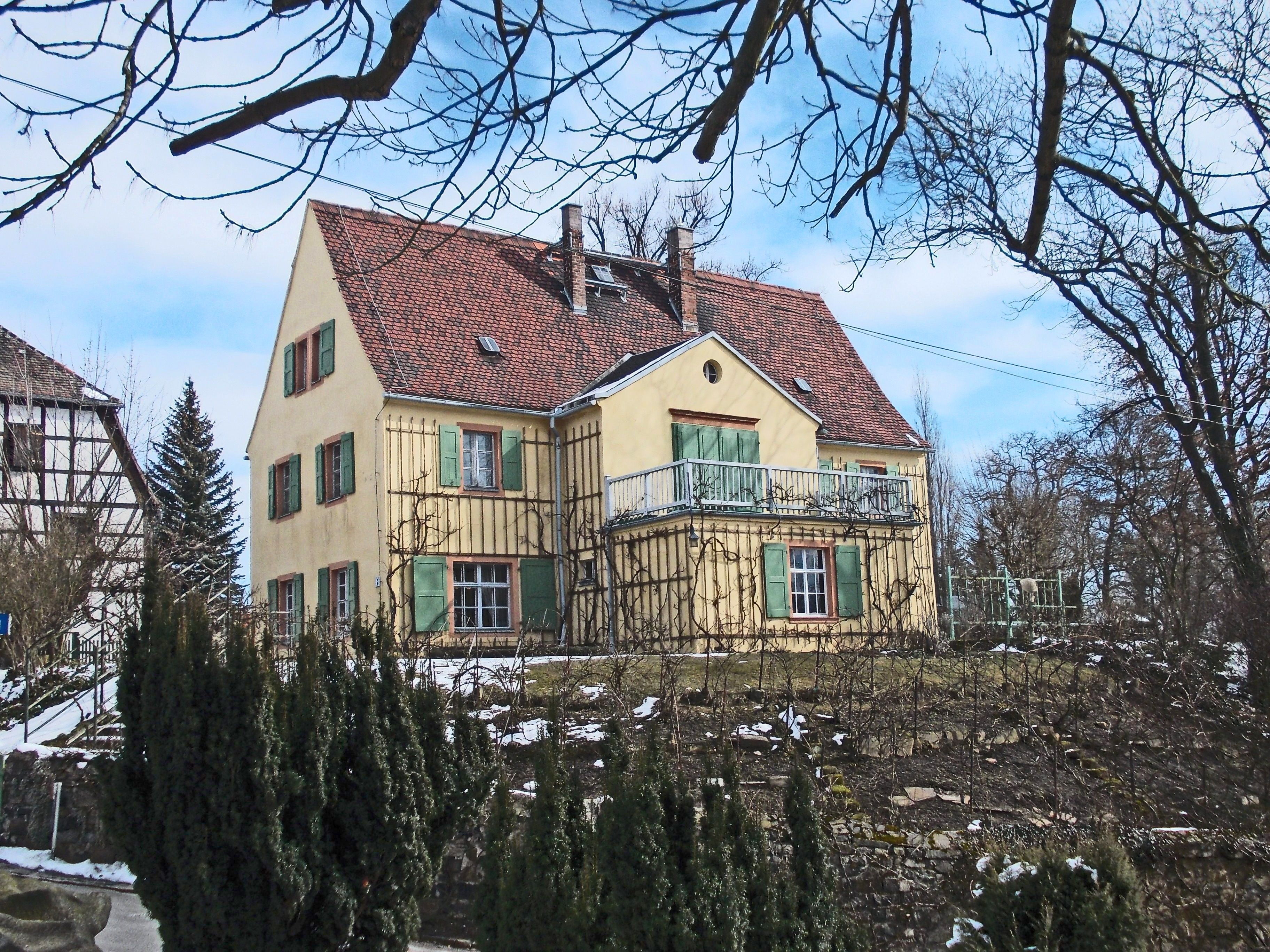
Дом-музей Гёшена в Гримме-Хонштедте

В 1793 году Гёшен открыл в Лейпциге собственную типографию, в 1797 году перенесённую в Гримму из-за конфликта с городскими печатниками вокруг выбора печатных литер. Правила лейпцигского цеха печатников предписывали использование лишь фрактурных шрифтов; перебравшись в Гримму, Гёшен смог использовать и более современные шрифты, в том числе особо ценимые им Бодони и Баскервилл. Корректором издательства был в это время Иоганн Готтфрид Зойме.
В 1795 году Гёшен приобрёл поместье в пригороде Гриммы Хонштедте, где он с тех пор проводил летние месяцы и с 1812 года вплоть до своей смерти жил на постоянной основе. В настоящее время здесь располагается музей.
После смерти Георга Иоахима Гёшена в 1828 году его издательство отошло его сыну Герману Юлиусу Гёшену, и в 1838 году было куплено издательством  Cotta’sche Verlagsbuchhandlung. После смены ряда владельцев и возвращения издательской деятельности в Лейпциг в 1896 году, в 1918 году книгопечатная фирма G. J. Göschen’sche Verlagsbuchhandlung вошла в состав издательства Walter de Gruyter.